# Кубок арабських націй з футболу
Кубок арабських націй з футболу (араб. كأس الأمم العربية) — футбольний турнір, в якому беруть участь збірні з арабських країн Африки і Азії, які входять до УАФА.

## Історія
Футбольна асоціація Лівану була першою, яка 1962 року запропонувала створити турнір, де б грали між собою арабські збірні. Перший турнір пройшов у Бейруті в квітні 1963 року за участю лише п'яти команд (Йорданія, Кувейт, Ліван, Сирія, Туніс), які зіграли в одноколовий турнір. Перемогу здобула збірна Тунісу, яка виграла усі чотири свої матчі. Однак після першого розіграшу у турніру виникла велика кількість проблем, які заважали його регулярному проведенню, тому після ще двох розіграшів (1964 та 1966 років) Кубок арабських націй на тривалий час припинив свою діяльність.
Протягом довгої перерви в розіграші Кубка арабських націй з 1966 по 1985 рік, як його заміна виступав Кубок націй Палестини, проте як розіграш Кубка арабських націй він визнаний не був. Цей турнір пройшов лише тричі в 1970-х роках і двічі переможцем ставала збірна Єгипту.
1982 року Кубок арабських націй намагалися відновити, але його було скасовано під час кваліфікації. Лише з 1985 року він таки став стабільно проводитись. У першому після відновлення турнірі взяло участь лише 6 збірних, а перемогу здобула команда Іраку, яка вигравши і наступний турнір 1988 року стала переможцем змагання вчетверте поспіль.
Турнір 1992 року став паралельно і футбольним турніром на Панарабських іграх, а діючий чемпіон Ірак був відсторонений від змагань через війну у Перській затоці. Перемогу здобув Єгипет, а наступні два Кубки арабських націй 1998 та 2002 року виграла Саудівська Аравія.
Турнір 2009 року була скасовано після першого раунду, і лише на турнірі 2012 року відбулось повернення Іраку, найуспішнішої команди та рекордсмена Кубка арабських націй з чотирма титулами, який після 25-річної відсутності через війну в Перській затоці повернувся до турніру і здобув бронзову нагороду.

## Фінали
| 1963 Деталі    | Ліван             | Туніс                        | н/п                          | Сирія                        | Ліван                                                 | н/п                                                   | Кувейт                                                |
| 1964 Деталі    | Кувейт            | Ірак                         | н/п                          | Лівія                        | Кувейт                                                | н/п                                                   | Ліван                                                 |
| 1966 Деталі    | Ірак              | Ірак                         | 2–1                          | Сирія                        | Лівія                                                 | 6–1                                                   | Ліван                                                 |
| 1982 Деталі    | Ліван             | Скасовано після кваліфікації | Скасовано після кваліфікації | Скасовано після кваліфікації | Скасовано після кваліфікації                          | Скасовано після кваліфікації                          | Скасовано після кваліфікації                          |
| 1985 Деталі    | Саудівська Аравія | Ірак                         | 1–0                          | Бахрейн                      | Саудівська Аравія                                     | 0–0 (д.ч.) (4–1 пен.)                                 | Катар                                                 |
| 1988 Деталі    | Йорданія          | Ірак                         | 1–1 (д.ч.) (4–3 пен.)        | Сирія                        | Єгипет                                                | 2–0                                                   | Йорданія                                              |
| 1992(1) Деталі | Сирія             | Єгипет                       | 3–2                          | Саудівська Аравія            | Кувейт                                                | 2–1                                                   | Сирія                                                 |
| 1998 Деталі    | Катар             | Саудівська Аравія            | 3–1                          | Катар                        | Кувейт                                                | 4–1                                                   | ОАЕ                                                   |
| 2002 Деталі    | Кувейт            | Саудівська Аравія            | 1–0                          | Бахрейн                      | Йорданія / Марокко · Не проводився матч за 3-тє місце | Йорданія / Марокко · Не проводився матч за 3-тє місце | Йорданія / Марокко · Не проводився матч за 3-тє місце |
| 2009 Деталі    |                   | Скасовано після кваліфікації | Скасовано після кваліфікації | Скасовано після кваліфікації | Скасовано після кваліфікації                          | Скасовано після кваліфікації                          | Скасовано після кваліфікації                          |
| 2012 Деталі    | Саудівська Аравія | Марокко                      | 1–1 (д.ч.) (3–1 пен.)        | Лівія                        | Ірак                                                  | 1–0                                                   | Саудівська Аравія                                     |
| 2021 Деталі    | Катар             | Алжир                        | 2–0 (д.ч.)                   | Туніс                        | Катар                                                 | 0–0 (д.ч.) (5–4 пен.)                                 | Єгипет                                                |

↑  Переможець визначався у круговому турнірі.

## Призери
| Збірна            | Перемог                     | 2 місць              | 3 місць               | 4 місць        | Півфіналів |
| ----------------- | --------------------------- | -------------------- | --------------------- | -------------- | ---------- |
| Ірак              | 4 (1964, 1966*, 1985, 1988) | –                    | 1 (2012)              | –              | –          |
| Саудівська Аравія | 2 (1998, 2002)              | 1 (1992)             | 1 (1985*)             | 1 (2012*)      | –          |
| Єгипет            | 1 (1992)                    | –                    | 1 (1988)              | 1 (2021)       | –          |
| Туніс             | 1 (1963)                    | 1 (2021)             | –                     | –              | –          |
| Марокко           | 1 (2012)                    | –                    | –                     | –              | 1 (2002)   |
| Алжир             | 1 (2021)                    | –                    | –                     | –              | -          |
| Сирія             | –                           | 3 (1963, 1966, 1988) | –                     | 1 (1992*)      | –          |
| Лівія             | –                           | 2 (1964, 2012)       | 1 (1966)              | –              | –          |
| Бахрейн           | –                           | 2 (1985, 2002)       | –                     | –              | –          |
| Катар             | –                           | 1 (1998*)            | –                     | 2 (1985, 2021) | –          |
| Кувейт            | –                           | –                    | 3 (1964*, 1992, 1998) | –              | –          |
| Ліван             | –                           | –                    | 1 (1963*)             | 2 (1964, 1966) | –          |
| Йорданія          | –                           | –                    | –                     | 1 (1988*)      | 1 (2002)   |
| ОАЕ               | –                           | –                    | –                     | 1 (1998)       | –          |

* Господар

## Медалісти
| Місце               | Країна              | Золото | Срібло | Бронза | Загалом |
| ------------------- | ------------------- | ------ | ------ | ------ | ------- |
| 1                   | Ірак                | 4      | 0      | 1      | 5       |
| 2                   | Саудівська Аравія   | 2      | 1      | 1      | 4       |
| 3                   | Туніс               | 1      | 1      | 0      | 2       |
| 4                   | Єгипет              | 1      | 0      | 1      | 2       |
| 4                   | Марокко             | 1      | 0      | 1      | 2       |
| 6                   | Алжир               | 1      | 0      | 0      | 1       |
| 7                   | Сирія               | 0      | 3      | 0      | 3       |
| 8                   | Лівія               | 0      | 2      | 1      | 3       |
| 9                   | Бахрейн             | 0      | 2      | 0      | 2       |
| 10                  | Катар               | 0      | 1      | 1      | 2       |
| 11                  | Кувейт              | 0      | 0      | 3      | 3       |
| 12                  | Йорданія            | 0      | 0      | 1      | 1       |
| 12                  | Ліван               | 0      | 0      | 1      | 1       |
| Загалом (13 збірні) | Загалом (13 збірні) | 10     | 10     | 11     | 31      |

## Учасники
| Збірна            | 1963 | 1964 | 1966 | 1985 | 1988 | 1992 | 1998 | 2002 | 2012 | 2021 | Участей |
| ----------------- | ---- | ---- | ---- | ---- | ---- | ---- | ---- | ---- | ---- | ---- | ------- |
| Алжир             |      |      |      |      | Гр   |      | Гр   |      |      | 1    | 3       |
| Бахрейн           |      |      | Гр   | 2    | Гр   |      |      | 2    | Гр   | Гр   | 6       |
| Єгипет            |      |      |      |      | 3    | 1    | Гр   |      | Гр   | 4    | 5       |
| Ірак              |      | 1    | 1    | 1    | 1    |      |      |      | 3    | Гр   | 6       |
| Йорданія          | Гр   | Гр   | Гр   | Гр   | 4    | Гр   | Гр   | Пф   |      | Чв   | 9       |
| Кувейт            | 4    | 3    | Гр   |      | Гр   | 3    | 3    | Гр   | Гр   |      | 8       |
| Ліван             | 3    | 4    | 4    |      | Гр   |      | Гр   | Гр   | Гр   | Гр   | 8       |
| Лівія             |      | 2    | 3    |      |      |      | Гр   |      | 2    |      | 4       |
| Мавританія        |      |      |      | Гр   |      |      |      |      |      | Гр   | 2       |
| Марокко           |      |      |      |      |      |      | Гр   | Пф   | 1    | Чв   | 4       |
| Оман              |      |      | Гр   |      |      |      |      |      |      | Чв   | 2       |
| Палестина         |      |      | Гр   |      |      | Гр   |      | Гр   | Гр   | Гр   | 5       |
| Катар             |      |      |      | 4    |      |      | 2    |      |      | 3    | 3       |
| Саудівська Аравія |      |      |      | 3    | Гр   | 2    | 1    | 1    | 4    | Гр   | 7       |
| Судан             |      |      |      |      |      |      | Гр   | Гр   | Гр   | Гр   | 4       |
| Сирія             | 2    |      | 2    |      | 2    | 4    | Гр   | Гр   |      | Гр   | 7       |
| Туніс             | 1    |      |      |      | Гр   |      |      |      |      | 2    | 3       |
| ОАЕ               |      |      |      |      |      |      | 4    |      |      | Чв   | 2       |
| Ємен              |      |      | Гр   |      |      |      |      | Гр   | Гр   |      | 3       |
| Всього            | 5    | 4    | 8    | 6    | 10   | 6    | 12   | 10   | 11   | 16   |         |

Легенда
| - 1 — Чемпіон - 2 — 2 місце - 3 — 3 місце - 4 — 4 місце | - Пф — Півфіналіст (в сезонах, де не проходив матч за 3-тє місце) - Гр — Груповий етап - — Господар |

Примітка: Ірак був відсторонений від змагань з 1991 по 2003 рік через міжнародні санкції.

## Загальна статистика
Станом на 2012 рік.
| М  | Збірна            | Уч | І  | В  | Н | П  | ГЗ | ГП | РГ  | Очки |
| -- | ----------------- | -- | -- | -- | - | -- | -- | -- | --- | ---- |
| 1  | Ірак              | 5  | 25 | 16 | 8 | 1  | 46 | 16 | +30 | 56   |
| 2  | Сирія             | 6  | 25 | 10 | 7 | 8  | 34 | 28 | +6  | 37   |
| 3  | Кувейт            | 8  | 30 | 10 | 6 | 14 | 48 | 50 | –2  | 36   |
| 4  | Ліван             | 7  | 27 | 8  | 7 | 12 | 33 | 39 | –6  | 31   |
| 5  | Лівія             | 4  | 16 | 7  | 6 | 3  | 39 | 16 | +23 | 27   |
| 6  | Саудівська Аравія | 6  | 26 | 13 | 7 | 6  | 43 | 23 | +20 | 27   |
| 7  | Йорданія          | 8  | 29 | 6  | 7 | 16 | 25 | 57 | –32 | 25   |
| 8  | Єгипет            | 4  | 15 | 5  | 7 | 3  | 17 | 12 | +5  | 22   |
| 9  | Марокко           | 3  | 12 | 6  | 3 | 2  | 18 | 10 | +8  | 21   |
| 10 | Бахрейн           | 5  | 21 | 3  | 9 | 9  | 21 | 40 | –19 | 18   |
| 11 | Туніс             | 2  | 8  | 4  | 3 | 1  | 14 | 5  | +9  | 15   |
| 12 | Катар             | 2  | 8  | 4  | 2 | 2  | 10 | 7  | +3  | 14   |
| 13 | Судан             | 3  | 9  | 3  | 3 | 3  | 11 | 12 | –1  | 12   |
| 14 | Палестина         | 4  | 11 | 1  | 6 | 4  | 18 | 18 | 0   | 9    |
| 15 | Алжир             | 2  | 6  | 1  | 3 | 2  | 3  | 6  | –3  | 6    |
| 16 | Ємен              | 3  | 10 | 1  | 1 | 8  | 9  | 44 | –35 | 4    |
| 17 | ОАЕ               | 1  | 4  | 1  | 0 | 3  | 6  | 8  | –2  | 3    |
| 18 | Оман              | 1  | 0  | 0  | 0 | 0  | 0  | 0  | 0   | 0    |
| 19 | Мавританія        | 1  | 2  | 0  | 0 | 2  | 0  | 4  | –4  | 0    |